# Frederic Camp i Llopis
Frederic Camp i Llopis (Barcelona, 1877 — 9 de gener de 1951) fou un advocat, financer i historiador català.

## Biografia
El 1903 es llicencià en dret a la Universitat de Barcelona. Interessat des de l'època d'estudiant per la figura de Napoleó Bonapart i les seves relacions amb Catalunya, ja el 1901 en va publicar un article a la revista Universitat catalana. Va treballar en el bufet del jurisconsult Josep Maria Trias de Bes i Giró. Fou fiscal municipal, advocat de la Caixa d'Estalvis i Mont de Pietat de Barcelona i membre de la Societat Econòmica Barcelonesa d'Amics del País. El 1906 fou vicepresident de la Joventut Monàrquica, i el 1923 va ser regidor de l'ajuntament de Barcelona.
Va aglutinar una important col·lecció bibliogràfica i de gravats sobre les relacions de Napoleó amb Catalunya, dels quals en va donar una part a la Biblioteca Arús. Per aquest motiu el 1921 fou nomenat secretari del Comitè espanyol per al centenari de la mort de Napoleó a Paris i serà guardonat pel govern francès amb les Palmes Acadèmiques.
El 1941 fou membre de l'Acadèmia de Bones Lletres de Barcelona.

## Obres
- Els manresans al Bruch: relacions del capdill en Maurici Carrio referents a la batalla del Bruch (6 de juny de 1808) (1908)
- Psicologia de Napoleó (1913)
- Napoleó i el Món (1921)
- Historia jurídica de la Guerra de la Independencia (1918-1923)
- El Derecho en Cataluña durante la guerra de la Independencia a Anuario de Historia del Derecho español (1926).
- Introducció a l'estudi de la guerra napoleònica a Catalunya (1927)
- Figueras en la guerra de la Independencia. La ocupación napoleónica en Cataluña (1933)
- El hecho eucarístico y la invasión napoleónica en Cataluña, Relación con los acontecimientos de 1835 (1935)
- El paper del jutge afrancesat Joan Antoni Valentí i Jover a la "Revista Jurídica de Catalunya".
- La invasión napoleónica (1943)
- Relaciones entre la invasión napoleónica y los movimientos revolucionarios de Cataluña (1941).
- Napoleó. 1769-1821 (1941)